# Kopriva Peak
Der Kopriva Peak (englisch; bulgarisch връх Коприва wrach Kopriwa) ist ein 1100 m hoher und felsiger Berg an der Nordenskjöld-Küste des Grahamlands auf der Antarktischen Halbinsel. An der Südostseite des Detroit-Plateaus ragt er 5,14 km südwestlich des Bolgar Buttress, 10,38 km nordwestlich des Dolen Peak, 8,73 km nordöstlich des Trave Peak und 5,74 km ostsüdöstlich des Paramun Buttress am südlichen Ausläufer des Wolseley Buttress zwischen dem östlich liegenden Albone- und dem Edgeworth-Gletscher im Westen auf.
Die bulgarische Kommission für Antarktische Geographische Namen benannte ihn 2011 nach der Ortschaft Kopriwa im Westen Bulgariens.